# Apple Watch Series 9
L'Apple Watch Series 9 est la dixième génération du modèle de l'Apple Watch. Elle est présentée lors la keynote d'Apple du 12 septembre 2023.
Cette nouvelle version de la montre connectée dispose d'un nouveau processeur S9 basé sur l'architecture du processeur Apple A15 Bionic qui équipe les iPhone 13. Celui-ci dispose d'un Neural Engine à 4 cœurs qui traite les tâches d'apprentissage automatique jusqu'à deux fois plus rapidement que l'Apple S8.
La Series 9 dispose également d'un capteur de fréquence cardiaque plus précis, d'un stockage doublé (64 Go contre 32 précédemment), d'une puce Ultra-wideband (UWB) de deuxième génération pour la localisation et d'un écran plus lumineux (jusqu'à 2 000 nits).
L'autre nouveauté mis en avant par Apple durant la Keynote, est la fonction double-tap. Celle-ci permet de contrôler la montre en tapant simplement deux fois sur l'index et le pouce. Il est par exemple possible avec ce geste de répondre facilement à un appel, de mettre en pause la musique ou encore d'arrêter une alarme. Sur l'écran d'accueil, la fonction permet d'ouvrir la fenêtre des widgets, apparue avec watchOS 10.
En septembre 2024, la détection de l'apnée du sommeil devient disponible sur ce modèle avec une mise à jour logicielle de watchOS.

## Description
L’Apple Watch Series 9 propose le même châssis que la Series 8 avec la taille du boitier qui est maintenue en 41 et 45 mm. La durée de vie de la batterie est également la même, d’une durée d’environ 18 heures entre les charges avec suivi du sommeil pendant la nuit et l’écran allumé tout le temps pendant la journée. L'Apple Watch Series 9 est toujours dotée d'un accéléromètre comme la Series 8 pouvant détecter les accidents de voiture. Celui-ci a été amélioré avec le gyroscope pour permettre la fonction double-tap. 
La Series 9 est disponible en version aluminium et en acier inoxydable.